# Милетович, Драган
Драган Милетович (сербохорв. Dragan Miletović ; род. 24 ноября 1956, Косовска-Митровица) — югославский футболист, защитник.

## Карьера
Во взрослом футболе дебютировал в 1974 году в клубе «Трепча», в составе которого оставался до 1978 года, приняв участие в 79 матчах.
В 1978 году перешёл в «Црвену звезду». Свой единственный гол за клуб Милетович забил в ворота клуба «Цибалия» в первой лиге Югославии. В составе «Црвены звезды» он выиграл три чемпионских титула и два национальных кубка. Милетович был в составе команды, дошедшем до финала Кубка УЕФА 1979 года.
С 1986 по 1987 год выступал за шведский клуб «Вестерос», где забил два гола в 47 матчах. В 1987 году он перешёл в клуб «Сутьеска», где и завершил карьеру футболиста один сезон спустя.

## Достижения
«Црвена звезда»
- Чемпион Югославии: 1979/80, 1980/81, 1983/84
- Обладатель Кубка Югославии: 1981/82, 1984/85